# Rio Jaú (vattendrag i Brasilien, Amazonas, lat -1,90, long -61,43)
Rio Jaú är ett vattendrag i Brasilien.   Det ligger i delstaten Amazonas, i den nordvästra delen av landet, 2 100 km nordväst om huvudstaden Brasília.
Trakten runt Rio Jaú är nära nog obefolkad, med mindre än två invånare per kvadratkilometer.